# Massingy-lès-Vitteaux
Massingy-lès-Vitteaux är en kommun i departementet Côte-d'Or i regionen Bourgogne-Franche-Comté i östra Frankrike. Kommunen ligger i kantonen Vitteaux som tillhör arrondissementet Montbard. År 2022 hade Massingy-lès-Vitteaux 92 invånare.

## Befolkningsutveckling
Antalet invånare i kommunen Massingy-lès-Vitteaux
Referens:INSEE